# 丁玲
丁 玲（てい れい）は、中華民国・中華人民共和国の女性小説家・政治家。中国共産党にも所属した左翼系の小説家として知られ、女性運動にも幅広く従事した。丁玲は筆名で、本名は蒋 偉（しょう い）、字は氷之。

## 事跡

### 文壇での台頭
没落した地主の家庭に生まれる。1918年（民国7年）夏、桃源県立第二女子師範学校予科に入学し、翌年秋に長沙周南女子中学に転入した。1921年（民国10年）秋には、さらに長沙岳雲中学に転入している。その翌年に上海平民女子学校に進学し、1923年（民国12年）には私立上海大学中国文学系に入学した。後に北京に移り、詩人の胡也頻（zh:胡也頻）と同棲、自身も小説を書き始めた。
1927年（民国16年）末に、丁玲自身としては2作目の小説で、女性の性と苦悩を描いた『ソフィ女士の日記（原題：莎菲女士的日記）』を発表した。1929年（民国18年）、沈従文らと『人間』、月刊『紅黒』といった雑誌を創刊している。1930年（民国19年）、中国左翼作家聯盟に加入した。年末に長男、祖麟(姓は蒋。のちに祖林と改名)を産む。翌1931年（民国20年）2月、パートナーの胡也頻（1930年、中国共産党に加入）が国民政府が当局に殺害される悲運にも遭うも、9月、月刊『北斗』の主編となるなど活動を継続している。

### 中国共産党での活動

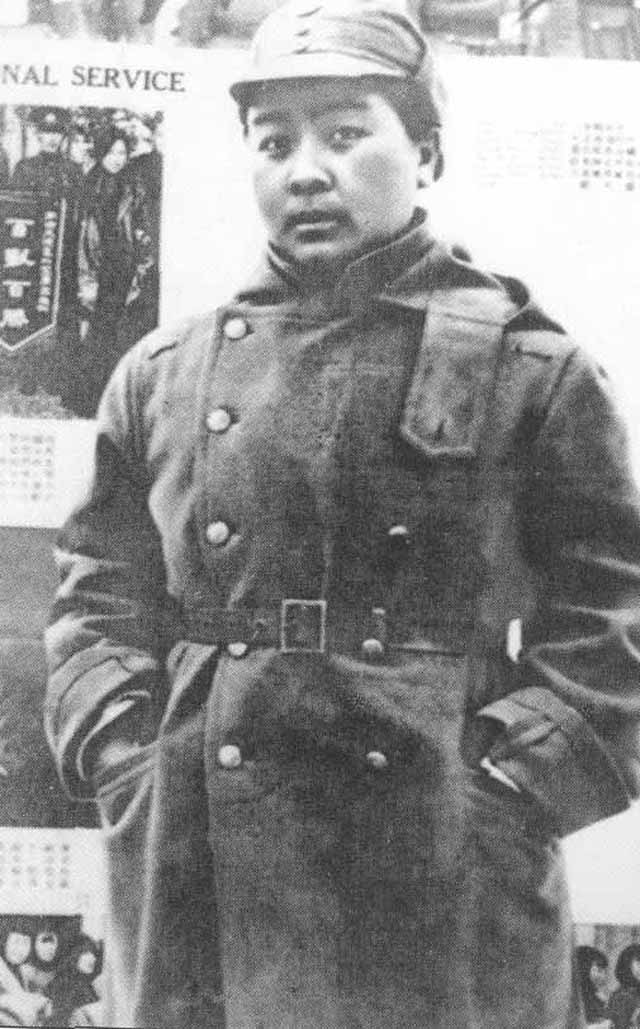
日中戦争期間の丁玲

1932年（民国21年）3月、丁玲は正式に共産党に加入した。また、もとスメドレーの秘書をしていた年下の馮 達と知り合い、同棲、逮捕されたのちに長女を出産する。馮は転向し香港、アメリカで妻子をもうけ、彼らを置き去りにして台湾で亡くなった。1933年（民国21年）5月、南京において国民政府当局に逮捕され、しばらく収監されてしまう。翌1936年（民国25年）8月、釈放されて陝西省保安県（現在の志丹県）で長征中の紅軍に合流したが、この収監の経緯のため、丁は転向と出産に係る疑惑に生涯悩まされることになる。紅軍に合流後、成仿吾らと中国文芸協会を組織し、丁が主任となった。1937年（民国26年）2月、延安に到着し、中国工農紅軍中央警衛団政治部副主任に任ぜられている。同年3月、『二万五千里長征記』の編集作業にも参加する。7月には呉奚如と戦地服務団を組織し、翌月、丁は西北戦地服務団主任に任ぜられた。翌年、延安で12歳年下の陳明と知り合う。1939年（民国28年）、陝甘寧辺区文芸協会副主任に任ぜられた。翌年書かれた短編小説「霞村にいた時」には、日本軍に強姦され慰安婦にされた娘が、性病にかかるが、共産党によって治療を受け、周囲の蔑視にめげず、共産党工作者の慰安婦として再生するという問題作を書いた。1941年（民国30年）5月、『解放日報』文芸副刊主編となっている。翌年、地割明と結婚、湖南省の母のもとから子供2人を引き取る。
日中戦争（抗日戦争）期間中の丁玲は、上述の国民政府に収監された自身の体験を織りこみ、社会動乱の中で本来は自身の責任でない「罪」を負った女性たちを描いた、と江上幸子は評している。しかし丁はこれら女性たちが糾弾されることのない社会の実現を切望したにもかかわらず、そのような女性たちの存在を「恥」とみなす上層部により、この時期の作品はかえって「反共産党の毒草」と批判されることにもなった。

### 失脚と名誉回復
戦後の1946年（民国35年）7月、懐来県・涿鹿県で土地改革の指導にあたる。1948年（民国37年）、代表作『太陽は桑乾河を照らす』を発表した。同年11月、ブダペストで開催された世界民主婦女聯合会第2回代表大会に中国代表として出席し、理事会執行委員に選出されている。1949年（民国38年）7月、第1回文代会に出席し、大会主席に任ぜられ、さらに中華全国文学芸術界聯合会（文聯）の全国委員・常務委員に選出された。9月、中国人民政治協商会議全国委員会代表に選ばれ、『文芸報』の主編にも就任している。
中華人民共和国建国後の1950年12月、丁玲は中共中央宣伝部文芸処処長に任ぜられ、翌年1月には文化部中央文学研究所主任となった。1954年8月、第1期全国人民代表大会代表に山東省から選出されている。しかし1955年12月、丁玲と陳企霞は、毛沢東から批判され「反党集団の頭目」と断じられてしまった。1957年9月には、反右派運動の一環で「右派」と宣せられ、共産党を除籍されてしまう。彼女と対立していた周揚の暗躍によると自伝で述べられている。翌年2月、丁は全ての公職から罷免され、黒竜江省湯原県の農場に下放されてしまった。
文化大革命後の1978年に、丁玲は右派指定を解除され、また名誉回復と共産党復党も果たした。以後、文聯全国委員、中国作家協会副主席、厦門大学名誉教授、政治協商会議全国委員会常務委員などを歴任している。しかし、丁は最晩年の回想録に至るまで中国文芸界のあり方に疑問を投げかけ、当局の不興をかったとされる。
1986年3月4日、北京市にて死去。享年83（満81歳）。

## 作品集・単行本
- 『解放區短篇創作選』丁玲[等]／著　1946年
- 『陝北風光』人民出版社　1951年
- 『太陽照在桑乾河上』人民文学出版社　1952年
- 『韋護』 開明書店　1953年
- 『延安集』人民文学出版社　1954年
- 『母親』彙通書店　1973年
- 『作家的懐念』丁玲, 巴金[等]著　四川人民出版社　1979年
- 『丁玲劇作選集』人民文学出版社　1979年
- 『丁玲選集』緑楊書屋
- 『丁玲近作』四川人民出版社　1980年
- 『丁玲散文集』人民文学出版社　1980年
- 『生活・創作・修業』人民文学出版社　1981年
- 『丁玲文集』湖南人民出版社　1982年
- 『我的生平与創作』丁玲著　四川人民出版社　1982年
- 『丁玲戯劇集』中国戯劇出版社　1983年
- 『丁玲集外文選』袁良駿編　人民文学出版社　1983年
- 『丁玲散文近作選』雲南人民出版社編　雲南人民出版社　1983年
- 『訪美散記』湖南人民出版社　1983年
- 『丁玲寫作生涯』黄一心編　百花文藝出版社　1984年
- 『丁玲』楊桂欣編　三聯書店香港分店　1985年
- 『丁玲与中国新文学』丁玲創作六十周年学術討論会編選小組　厦門大学出版社　1988年

## 訳書
- 『文学と生活』 岡崎俊夫訳（青銅社・青銅選書9　1952年）
- 『丁玲作品集』 尾坂徳司・岡本隆三訳（新中國文學選集：青木書店　1953年）
- 『丁玲篇』 岡崎俊夫訳（河出書房　1955年）
- 『霞村にいた時』 岡崎俊夫訳（四季社　1956年）
- 『我在霞村的時候　霞村にて』 相浦杲訳註（江南書院　1956年）
- 『丁玲の自伝的回想』 中島みどり編訳（朝日新聞社　1982年）[3]
- 『丁玲自伝 中国革命を生きた女性作家の回想』 田畑佐和子訳（東方書店　2004年）

## 日本における関連書籍
- 尾坂徳司『丁玲入門』青木書店、1953年。
- 中島みどり編訳『丁玲の自伝的回想』朝日新聞社（朝日選書）、1982年。ISBN 978-4-02-259229-3。
- 田畑佐和子訳『丁玲自伝 中国革命を生きた女性作家の回想』東方書店、2004年。ISBN 4-497-20415-4。